# Милутин Алексић
Милутин Алексић (Београд, 28. април 1982) је бивши српски кошаркаш. Играо је на позицији крила.